# Eve Morey
Eve Morey (Melbourne; 4 de junio de 1983) es una actriz australiana, más conocida por interpretar a Sonya Mitchell en la serie Neighbours.

## Biografía
Eve tiene una hermana.
Tiene una especialidad en drama y ciencias de la información. Eve tomó una licenciatura en artes en la Universidad Deakin. 
En el 2006 se graduó de la prestigiosa escuela de teatro National Institute of Dramatic Art NIDA.
Morey comenzó a salir con el actor y director Jonathon Dutton, a principios de septiembre del 2014 la pareja anunció que estaban comprometidos y que estaban esperando a su primer bebé juntos. El 28 de noviembre de 2014 la pareja le dio la bienvenida a su primera hija, Ivy Rae Dutton y se casaron el 31 de octubre del 2015. El 27 de junio del 2017 Eve anunció que estaban esperando a su segunda hija juntos.

## Carrera
En 1999 interpretó a Lucy Green en el programa para niños Pigs Breakfast.
En el 2007 interpretó a Gina Quinn en un episodio de la alcamada serie australiana All Saints.
El 14 de agosto del 2009 se unió al elenco de la exitosa serie australiana Neighbours, donde interpretó a la entrenadora de perros Sonya Mitchell, hasta el 5 de marzo del 2019 después de que su personaje muriera luego de perder su batalla contra el cáncer. Ese mismo año interpretó a una joven  rubia en el corto cómico Blind Date.En agosto de 2010 se anunció que el personaje de Eve en Neighbours sería promovido de personaje recurrente a regular.
Ese mismo año interpretó a Evie en la película Hobby Farm.
En el 2019 se unirá al elenco de la segunda temporada de la serie Mystery Road.

## Filmografía

### Series de televisión
| Año             | Título          | Personaje      | Notas                 |
| --------------- | --------------- | -------------- | --------------------- |
| 2019 - presente | Mystery Road    | -              |                       |
| 2009 - 2019     | Neighbours      | Sonya Mitchell | 911 episodios         |
| 2009            | Sally Bollywood | Doowee McAdam  | tv serie              |
| 2007            | All Saints      | Gina Quinn     | episodio "If Only..." |
| 1999            | Pigs Breakfast  | Lucy Green     | tv serie              |

### Películas
| Año  | Título                 | Personaje   | Notas                                                       |
| ---- | ---------------------- | ----------- | ----------------------------------------------------------- |
| 2010 | The Mighty Hand of God | Carli       | cortometraje - junto a Roger Ward                           |
| 2010 | Hobby Farm             | Evie        | video                                                       |
| 2009 | Blind Date             | Joven Rubia | cortometraje - junto a Don Christopher & Andrea Demetriades |

### Teatro
| Año  | Obra                   | Personaje    | Director (a)   | Teatro                             | Notas                                                 |
| ---- | ---------------------- | ------------ | -------------- | ---------------------------------- | ----------------------------------------------------- |
| 2009 | The Removalists        | Fiona Carter | Wayne Blair    | Sydney Theatre                     | junto a Danny Adcock, Alan Flower & Sacha Horler      |
| 2008 | Stoning Mary           | -            | Lee Lewis      | Stables Theatre                    | junto a Annie Maynard & Brett Stiller                 |
| 2008 | Holding the Man        | -            | David Berthold | Merlyn Theatre                     | junto a Jeanette Cronin, Brett Stiller & Matt Zeremes |
| 2007 | Tiger Country          | Kylie        | Jonathan Gavin | Stables Theatre                    | junto a Josef Ber, Matthew Moore & Nicole Winkler     |
| 2007 | The Merchant of Venice | -            | Tanya Goldberg | Belvoir St. Theatre                | junto a Ryan Hayward, Lee Jones & Guy Edmonds         |
| 2007 | Last One Standing      | -            | Jessica Symes  | Old Fitz. Theatre                  | junto a Glenn Hazeldine, Ned Manning & Tracy Mann     |
| -    | The Boys               | Nola         | -              | National Institute of Dramatic Art | -                                                     |
| -    | Uncle Vanya            | Sonya        | -              | National Institute of Dramatic Art | -                                                     |
| -    | Don's Party            | Jody         | -              | National Institute of Dramatic Art | -                                                     |

## Premios y nominaciones
| Año  | Categoría         | Premio             | Serie      | Resultado |
| ---- | ----------------- | ------------------ | ---------- | --------- |
| 2011 | Best Daytime Star | Inside Soap Awards | Neighbours | Nominada  |